# Valencia Street Circuit
Valencia Street Circuit var en gade motorsportsbane, beliggende ved havnen i den spanske provinshovedstad Valencia. Banen var fra åbningen i 2008 til 2012 vært for Europas Grand Prix i Formel 1.

## Historie
Formel 1-chefen Bernie Ecclestone underskrev 1. juni 2007 en kontrakt syvårig kontrakt med Valmor Sport-gruppen, om afholdelse af et årligt Formel 1 Grand Prix i Valencia, gældende fra 2008-sæsonen.
Det officielle bane layout blev afsløret 19. juli 2007 af Valencias byrådsmedlem og transportrådgiver Mario Flores. Banen blev første gang brugt i den sidste weekend i juli 2008, da banen var vært for en runde af den spanske F3 mesterskab, og International GT Open. 24. august 2008 blev der kørt det første Formel 1-løb i Valencia, med Felipe Massa som en senere vinder. Der blev kørt Formel 1 på banen til og med 2012-sæsonen
I januar 2013 blev det offentliggjort, at Valencia Street Circuit var nedlagt. Tyve har nu taget alt af værdi, og banen ligner en spøgelsesby.

## Banen
Banen benyttede vejene ved byens havn og America's Cup havneområdet, herunder et afsnit over en 140 meter lang svingbro, og omfatter også nogle veje der udelukkende er beregnet til racerløb, som blev designet af den tyske arkitekt Hermann Tilke, som også designede infrastrukturen og bygninger til hele baneanlægget.
Den var i alt 5,419 kilometer lang, med 25 sving, hvor de 11 var til højre, mens 14 sving gik til venstre.

## Vindere af Formel 1 i Valencia
| År   | Vinder             | Konstruktør      | Dæk | Tid           | Banelængde | Runder | Fart         | Dato       |
| ---- | ------------------ | ---------------- | --- | ------------- | ---------- | ------ | ------------ | ---------- |
| 2008 | Felipe Massa       | Ferrari          | B   | 1:35:32,339 t | 5,419 km   | 57     | 194,735 km/t | 24. august |
| 2009 | Rubens Barrichello | Brawn-Mercedes   | B   | 1:35:51,289 t | 5,419 km   | 57     | 194,094 km/t | 23. august |
| 2010 | Sebastian Vettel   | Red Bull-Renault | B   | 1:40:29,571 t | 5,419 km   | 57     | 184,421 km/t | 27. juni   |
| 2011 | Sebastian Vettel   | Red Bull-Renault | P   | 1:39:36,169 t | 5,419 km   | 57     | 185,981 km/t | 26. juni   |
| 2012 | Fernando Alonso    | Ferrari          | P   | 1:44:16.649 t | 5,419 km   | 57     | 177,728 km/t | 24. juni   |